# Corneta (bandera)

El pabellón naval de Alemania, con forma de corneta.

Corneta es un tipo de bandera rectangular o cuadrada que termina en dos farpas o puntas. Tiene su origen en la Edad Media. Luego, fue usada por los Dragones, llamándose también así el Oficial que la llevaba. La Ordenanza española de 1704 dice: 

Cada regimiento de caballería y dragones se compondrá de doce compañías, y cada compañía do un capitán, un teniente, un corneta, un mariscal de logis, dos brigadieres, tres carabineros, veinte y cinco soldados y un trompeta

Por extensión también significó la compañía o tropa.

...es muy buena manera de mezclarlos, poner al costado izquierdo de las lanzas una corneta de herreruelos que viene á servir como de mangas
B. de Mendoza. Teór T. y prác. 1595.

Llegaron al ejercito real diez cornetas de caballos alemanes conducidas del Conde Ringrave.
Bas Baren G. de Flandes, lib. 3

...en el ínter toda nuestra caballería fué puesta en un camino guarnecido á los lados de fosos y de hayas por el cual se adelantaron cuatro cornetas ó compañías de raylres dando una carga á nuestros corredores
Pardo Rivadeneyra. Gob. de la cab. lig., 1624, Pág. 134.

Tomó á su cargo levantar cinco cornetas de reitres el coronel Estegre, soldado viejo, y otro barón vasallo del duque de Baviera otras cinco, que por todo habían de ser dos mil caballos
Coloma. G. de Flándes, lib. 4.